# Barrio Nuevo Chiapas
Barrio Nuevo Chiapas är en ort i Mexiko.   Den ligger i kommunen Motozintla och delstaten Chiapas, i den sydöstra delen av landet, 900 km sydost om huvudstaden Mexico City. Barrio Nuevo Chiapas ligger 1 757 meter över havet och antalet invånare är 240.
Terrängen runt Barrio Nuevo Chiapas är kuperad åt nordost, men åt sydväst är den bergig. Terrängen runt Barrio Nuevo Chiapas sluttar västerut. Runt Barrio Nuevo Chiapas är det ganska tätbefolkat, med 134 invånare per kvadratkilometer. Närmaste större samhälle är Motozintla de Mendoza, 5,9 km nordost om Barrio Nuevo Chiapas. I omgivningarna runt Barrio Nuevo Chiapas växer i huvudsak städsegrön lövskog.